# 張完翼
張 完翼（チャン・ワンイク、장완익、1963年1月6日 - ）は、韓国の弁護士。法務法人「ヘマル」代表弁護士。

## 人物
韓国人戦時徴用労働者の未払い賃金問題について、2009年に当時の李明博政権下で、1965年の日韓国交正常化に伴う日韓請求権協定によって既に「解決済み」という韓国政府の公式見解が表明される以前から、日本企業への損害賠償請求訴訟を相次いで手掛けるなど、この問題において主導的な役割を果たしてきた。
2014年2月以降、中国でも同様の提訴が続いている動きを受けて、中国側と連携し共闘する姿勢を強めている。

## 略歴
1985年、ソウル大学校人文大学言語学科卒業。1987年、司法試験合格。1993年に弁護士を開業した。
2000年12月、VAWW-NETジャパン等が主催した女性国際戦犯法廷で韓国側の「検事」をつとめる。
2004年11月から2006年11月まで日帝強制占領下強制動員被害真相究明委員会の委員。
2006年7月から2010年7月まで親日反民族行為者財産調査委員会常任委員兼事務処長をつとめた。
2012年5月、「民主社会のための弁護士会 過去事清算委員会」委員長に就任。
2014年12月6日、セウォル号沈没事故の遺族らによって、セウォル号特別委員会の非常任委員に選出された。

## 関わった主な訴訟
- 2000年5月1日、三菱広島の元徴用工6名が、未払い賃金の返還と強制連行・強制労働に対する損害賠償を求めて起こした訴訟で原告の弁護を担当。
- 2005年に新日鐵住金の元徴用工4人が起こした損害賠償請求訴訟で原告の弁護を担当[6]。